# Battaglia di San Giacomo sulla Sihl
La battaglia a San Giacomo sulla Sihl del 22 luglio 1443 è stato uno scontro tra la città di Zurigo e una parte della Vecchia Confederazione durante la vecchia guerra di Zurigo.